# کلودیو اسکلوزا
کلودیو اسکلوزا (انگلیسی: Claudio Sclosa؛ زادهٔ ۲۸ فوریهٔ ۱۹۶۱) بازیکن فوتبال اهل ایتالیا است.
از باشگاه‌هایی که در آن بازی کرده‌است می‌توان به باشگاه ورزشی لاتزیو، باشگاه فوتبال تورینو، باشگاه فوتبال کرمونزه، باشگاه فوتبال بولونیا، باشگاه فوتبال باری، باشگاه فوتبال پیستویزه، باشگاه فوتبال پیزا، و باشگاه فوتبال کومو اشاره کرد.